# Step Back in Time
"Step Back in Time" er en sang af den australske sangerinde Kylie Minogue fra hendes tredje studiealbum Rhythm of Love (1990). Sangen blev skrevet og produceret af Stock Aitken Waterman, der producerede og skrev mange af Minogues sange dengang. Sangen blev udgivet som albummets anden single den 22. oktober 1990. Oprindeligt blev sangen "What Do I Have to Do" vil blive udgivet som den anden single men beslutningen blev ændret for "Step Back in Time". Denne sang er første gangen Minogue tog hendes musik ind discogenren.
"Step Back in Time" nåede nummer fire på UK Singles Chart og blev vellykket i dette land. I Australien nåede sangen nummer fem på ARIA Charts og forblev tolv uger i alt på hitlisterne. Sangen nåede nummer 42 i Frankrig og forblev femten uger i alt på hitlisterne. Sangen var ikke så vellykket i Europa og nåede nummer 19 i Sverige. I New Zealand nåede sangen nummer 36 på RIANZ Charts og senere nummer 21.

## Formater og sporliste
| 7" single (PWL) 1. "Step Back in Time" (Edit) – 3:03 2. "Step Back in Time" (Instrumental) – 3:30 12" single (PWL) 1. "Step Back in Time" (Walkin' Rhythm Mix) – 8:05 2. "Step Back in Time" (Extended Instrumental) – 4:59 Cassette single (PWL) 1. "Step Back in Time" (Edit) – 3:03) 2. "Step Back in Time" (Instrumental) – 3:30 CD single (PWL) 1. "Step Back in Time" (Edit) – 3:03 2. "Step Back in Time" (Walkin' Rhythm Mix) – 8:05 3. "Step Back in Time" (Instrumental) – 3:30 Australsk CD single (Mushroom) 1. "Step Back in Time" (Edit) – 3:03 2. "Step Back in Time" (Walkin' Rhythm Mix) – 8:05 3. "Step Back in Time" (Instrumental) – 3:30 | Australsk 7" single (Mushroom) 1. "Step Back in Time" (Edit) – 3:03 2. "Step Back in Time" (Instrumental) – 3:30 Australsk 12" single (Mushroom) 1. "Step Back in Time" (Walkin' Rhythm Mix) – 8:05 2. "Step Back in Time" (Edit) – 3:03 3. "Step Back in Time" (Extended Instrumental) – 4:59 Australske kassette 1 (Mushroom) 1. "Step Back in Time" (edit) – 3:03 2. "Step Back in Time" (Instrumental) – 3:30 Australske kassette 2 (Mushroom) 1. "Step Back in Time" (Walkin' Rhythm Mix) – 8:05 2. "Step Back in Time" (Edit) – 3:03 3. "Step Back in Time" (Instrumental) – 3:30 |

## Hitlisteplaceringer
| Hitliste (1990–91)                | Placering |
| --------------------------------- | --------- |
| Australien (ARIA Charts)          | 5         |
| Belgien (Ultratop Flandern)       | 11        |
| Finland (Suomen virallinen lista) | 4         |
| Frankrig (SNEP)                   | 23        |
| Tyskland (Media Control Charts)   | 36        |
| Irland (Irish Singles Chart)      | 4         |
| Nederlandene (Singles Top 100)    | 36        |
| New Zealand (RIANZ)               | 21        |
| Sverige (Sverigetopplistan)       | 19        |
| Schweiz (Schweizer Hitparade)     | 29        |
| Storbritannien (UK Singles Chart) | 4         |